# Gąsawka
 (janvier 2016).
Si vous disposez d'ouvrages ou d'articles de référence ou si vous connaissez des sites web de qualité traitant du thème abordé ici, merci de compléter l'article en donnant les références utiles à sa vérifiabilité et en les liant à la section « Notes et références ».
Gąsawka est une rivière de Pologne. Elle est un affluent de la Noteć, donc un sous-affluent de l'Oder par la Warta.